# ژانگوله (فیلم)
ژانگوله (انگلیسی: The Juggler) فیلمی به کارگردانی ادوارد دمیتریک است که در سال ۱۹۵۳ منتشر شد. از بازیگران آن می‌توان به کرک داگلاس، میلی ویتاله، پال استوارت و چارلز لین اشاره کرد.